# Топор

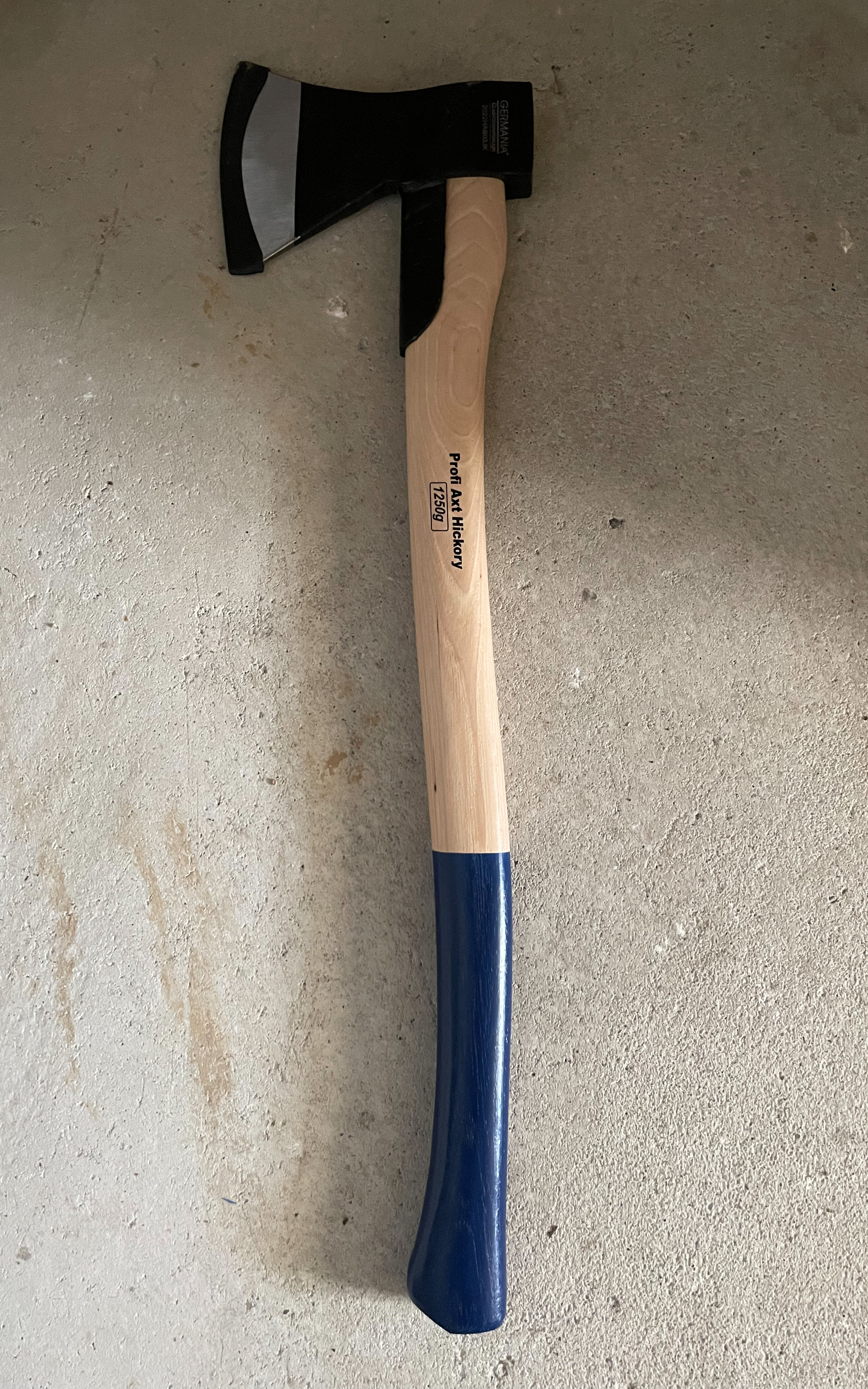
Профессиональный топор из гикори.

Топо́р — рубящее орудие, чаще короткое древковое и имеющее рабочее лезвие, расположенное вдоль рукоятки (топорища).
В источниках[каких?] указано, что топор — одно из самых необходимых орудий в хозяйственной деятельности человека, употреблявшееся с самых древнейших времён. За редким исключением, топоры применяются для работы по дереву. С древности топор также являлся распространённым ручным холодным оружием, значительно реже он использовался как метательное оружие. Разновидность топора, называемая «теслом» («шля́хтой»), имеет лезвие, расположенное перпендикулярно рукоятке.

## Этимология

Схема, показывающая названия частей плотницкого топора

Слово «топор» является древним общеславянским — либо исконным (тепѫ, тети «бить», с суффиксом -ор-), либо иранским заимствованием (*tapara-) (срав. с осет. færæt или тадж. табар). В финском языке также существует сходное по смыслу слово tappara («боевой топор»). В древности топор также называли «аргун».
Другое древнее славянское название топора — секира. В современном русском языке слово «секира» является архаизмом, не имеющим чёткого значения, и часто произвольно применяется к различным видам топоров, чаще боевым.

## Виды и типы топоров
- Абордажный топор.
- Альпинистский топор — ледоруб[6].

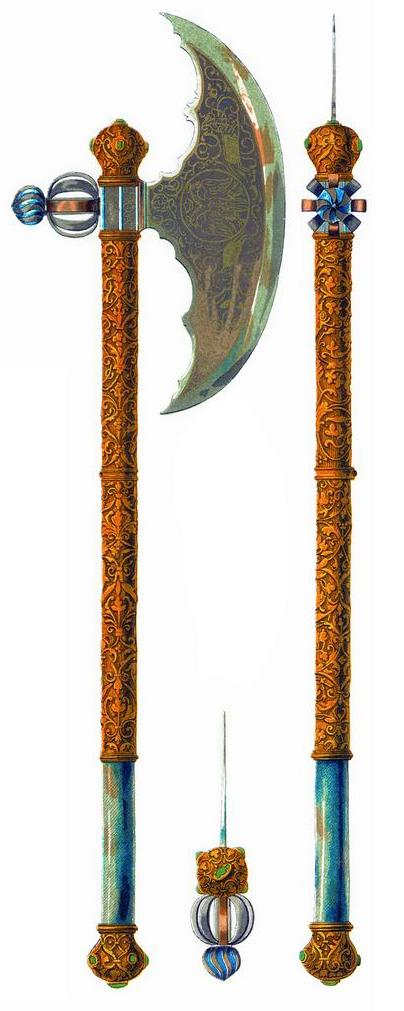
Посольский топор

- Американский топор — топор своеобразной формы железки, с длинным топорищем. Иногда двухсторонний.
- Армейский топор — топор, применяемый в войсках. Обычно это ремённый топор.
- Бердыш — боевой топор с длинным древком и широким лунообразным лезвием.
- Боевой топор
- Бородовидный топор
- Валашка — топор-трость.
- Драч — топор для расщепления древесины.
- Каменный топор
- Кельт — разновидность топора и мотыги со втулкой под древко, обеспечивающим перпендикулярность лезвия кельта древку (как у мотыги).
- Клевец — клювовидный боевой топор.
- Колу́н, также топор дровяной, дровосечный и дроворубный[1] — тяжёлый топор, имеющий чаще узкое полотно, образующее вместе с обухом толстый клин. Что может быть заменено наплывами на достаточно тонком полотне. Используется для колки дров.
- Кровельный топор (топор кровельщика) — топор-молоток с гвоздодёром на полотне.
- Кузнечный топор — применяется для рубки металла с помощью кузнечного молота (последний ударяет по обуху топора). Имеет металлическую рукоятку.
- Лесорубный топор или валочный топор — наиболее тяжёлая разновидность топора, служащая для рубки деревьев.
- Мастеровой топор — одноручный, небольшой[1].
- Малый кавказский топор — топорик применявшийся в коннице Вооружённых сил Российской империи.
- Метательный топор — любой топор, который используют для метания.
- Молодёжный топор — топор с обоюдным лезвием (по разные стороны рукоятки). Его лезвия тонкие и длинные, напоминающие долото.
- Мясничий топор — самый большой, широкий и тяжёлый[1].
- Пазник — тесло с рубящей частью в виде ребра жёсткости для создания выемок.
- Плотницкий топор (Топор плотничий) — с широкою, тонкою лопастью и с острым носком[1], наиболее распространённый и универсальный тип, у которого лезвие имеет некоторое закругление.
- Полутопор — топор, имеющий полотно, верхняя сторона которого находится на одном уровне с верхом обуха и перпендикулярна рукоятке. См. Ремённый топор.
- Потёс (на Русском Севере) или планкач (Карпаты) — топор с очень широким бородовидным полотном и прямым лезвием, предназначенный для тесания.
- Ремённый топор
- Поварской топор, топор мясника (секач) — тяжёлый остро заточенный топор с короткой ручкой. Рубящая часть топора может быть прямой или слегка закруглённой (чаще всего в модификациях для разделки мяса).
- Столярный топор[1] — похож на плотницкий, но несколько меньше и легче. Имеет прямое лезвие. Предназначен для обтёсыванния, например, досок.
- Тесло — близкий к топору инструмент, но с лезвием, перпендикулярным рукоятке.
- Токарный, обрубной или баклушный топор — одноручный, небольшой, меньше мастерового[1]
- Томагавк — боевой топор североамериканских индейцев.
- Топор для заготовки льда.
- Топор для тёски стен дома. Имеет сильно искривлённое вбок полотно, в одну или другую сторону (Белоруссия).
- Топор палача — тяжёлый (массивный) остро отточенный топор с длинной ручкой. Рубящая часть топора не прямая, как у плотницкого, а закруглённая, иногда очень сильно.
- Топор пожарного поясной — обычно цельнометаллический топор, у которого вместо обуха кирка. Применяется для вскрытия дверей и окон, разборки лёгких конструкций, открывания крышки люка пожарного гидранта и страховки при передвижении по скатной кровле; рукоять, как правило, диэлектрическая (до 1000 В).
- Планочный топор — топор-молоток с гвоздодёром для прибивания планок. По форме — это полутопор.
- Пожарный штурмовой топор — массивный топор для вскрытия и разборки конструкций при тушении пожара. Бывает двух типов: с киркой и с усиленным обухом. Рукоять, как правило, диэлектрическая (до 1000 В).
- Туристический топор
- Франциска — боевой топор франков.
- Чекан — небольшой боевой топор с молоточком на обухе.
- Цалда — железный топорик с серповидным лезвием для расчистки земли от кустарника и колючек.

## История
Первобытный ручной топор-рубило — это чаще заострённый с одной стороны и округлый с другой стороны камень.
Наиболее ранние топоры, обнаруженные в Северной Европе археологами, были созданы около 600 000 лет назад, вероятнее всего — представителями вида «гейдельбергский человек», который был предком неандертальца.
Первые топоры, имеющие рукоятку, появились в позднем (верхнем) палеолите (35—12 тысяч лет назад). Топоры использовались для рубки деревьев и других работ, подобно и современным инструментам. Начиная с неолита распространялись каменные шлифованные топоры, затем и сверлёные. В энеолите начали появляться топоры с лезвиями из меди. Способ прикрепления лезвия к топорищу значительно изменялся с течением времени. Несверлёный каменный топор мог быть просто привязан к топорищу или вставлен в гнездо на нём. Бронзовый кельт надевался на коленчатую рукоятку. В более поздние времена топорище вставляли в проушину сверху (некоторые древнерусские, карпатские, томагавки) или снизу. Во втором случае требуется закрепление топорища с помощью клина.

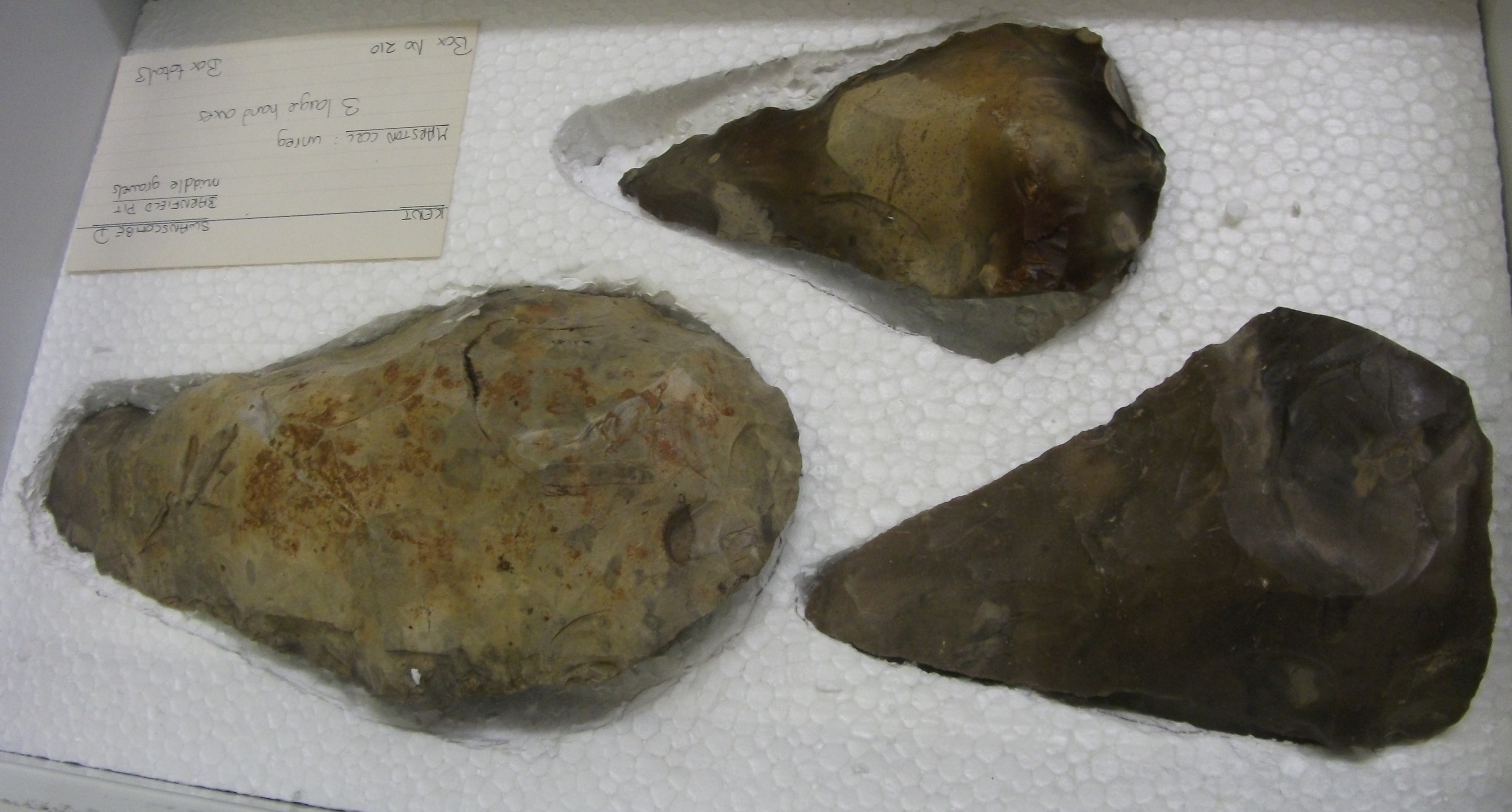
Ручные топоры — рубила из Суонскомб в Британском музее, Человека из Суонскомб, жившего 200 000—300 000 лет назад.
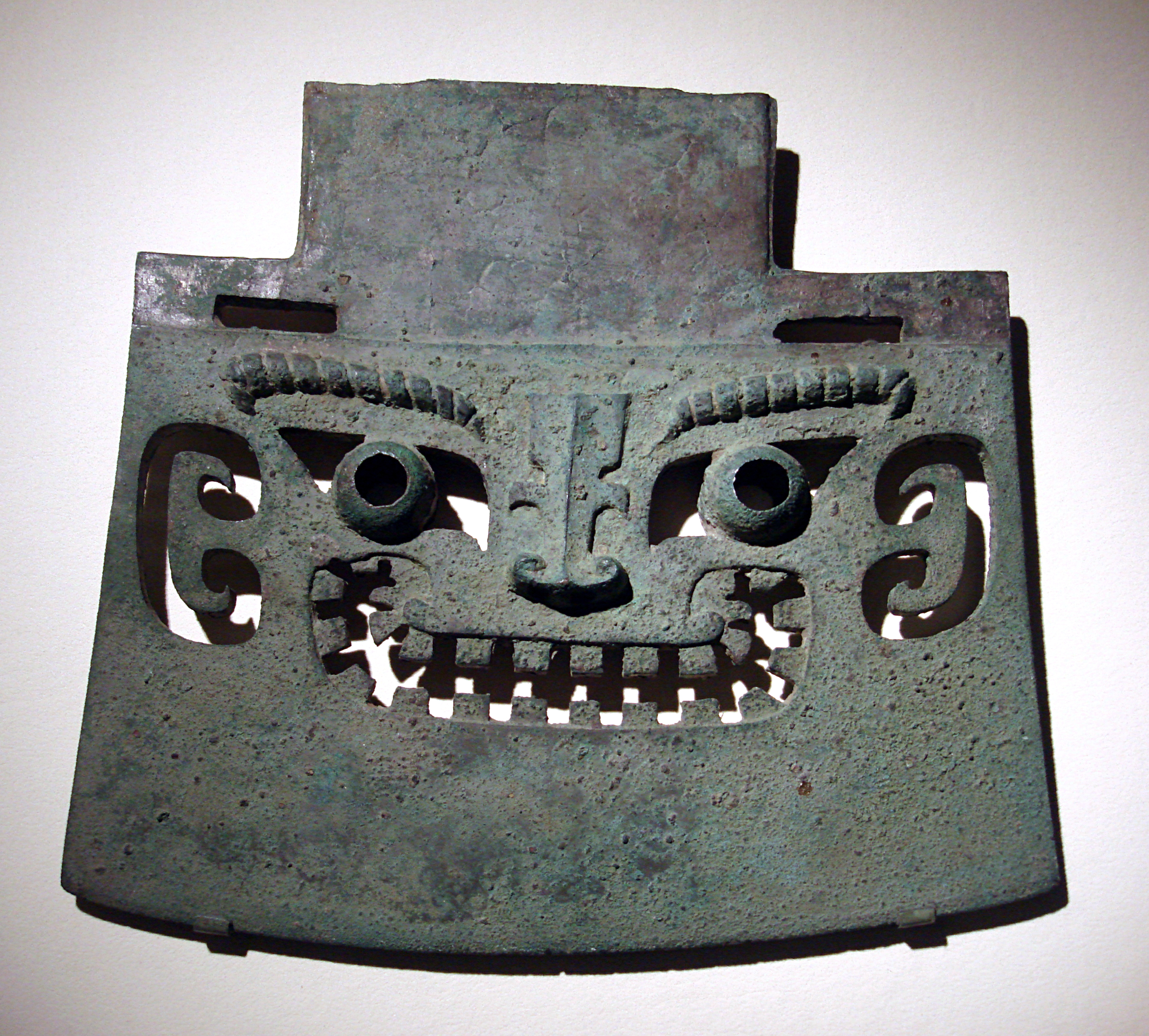
Бронзовый топор эпохи китайской династии Шан, XII — XI века до н. э..
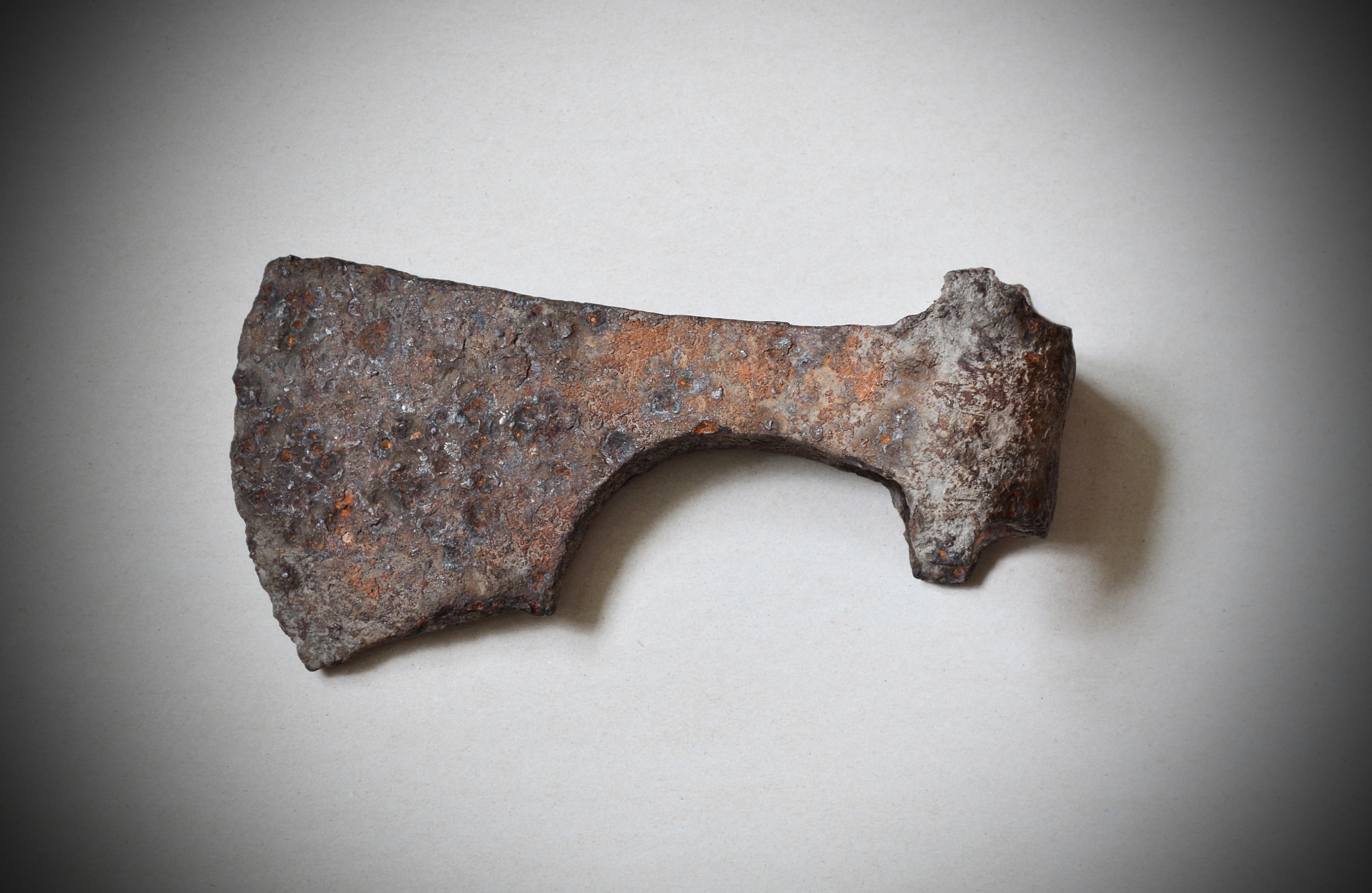
Древнерусский топор. Рязанское княжество, XIII век.
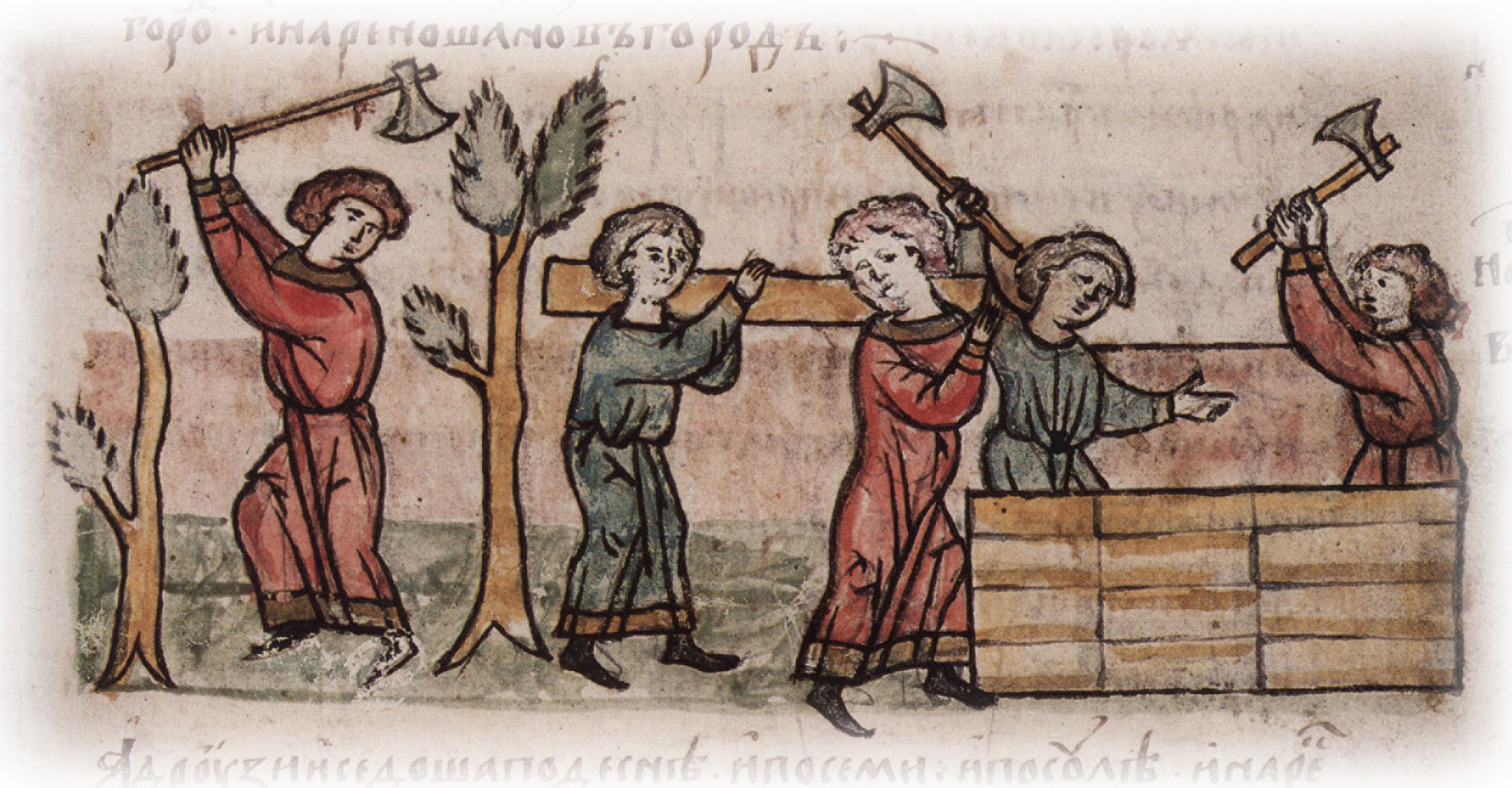
Построение Новгорода ильменскими словенами. Миниатюра из Радзивилловской летописи, конец XV столетия.
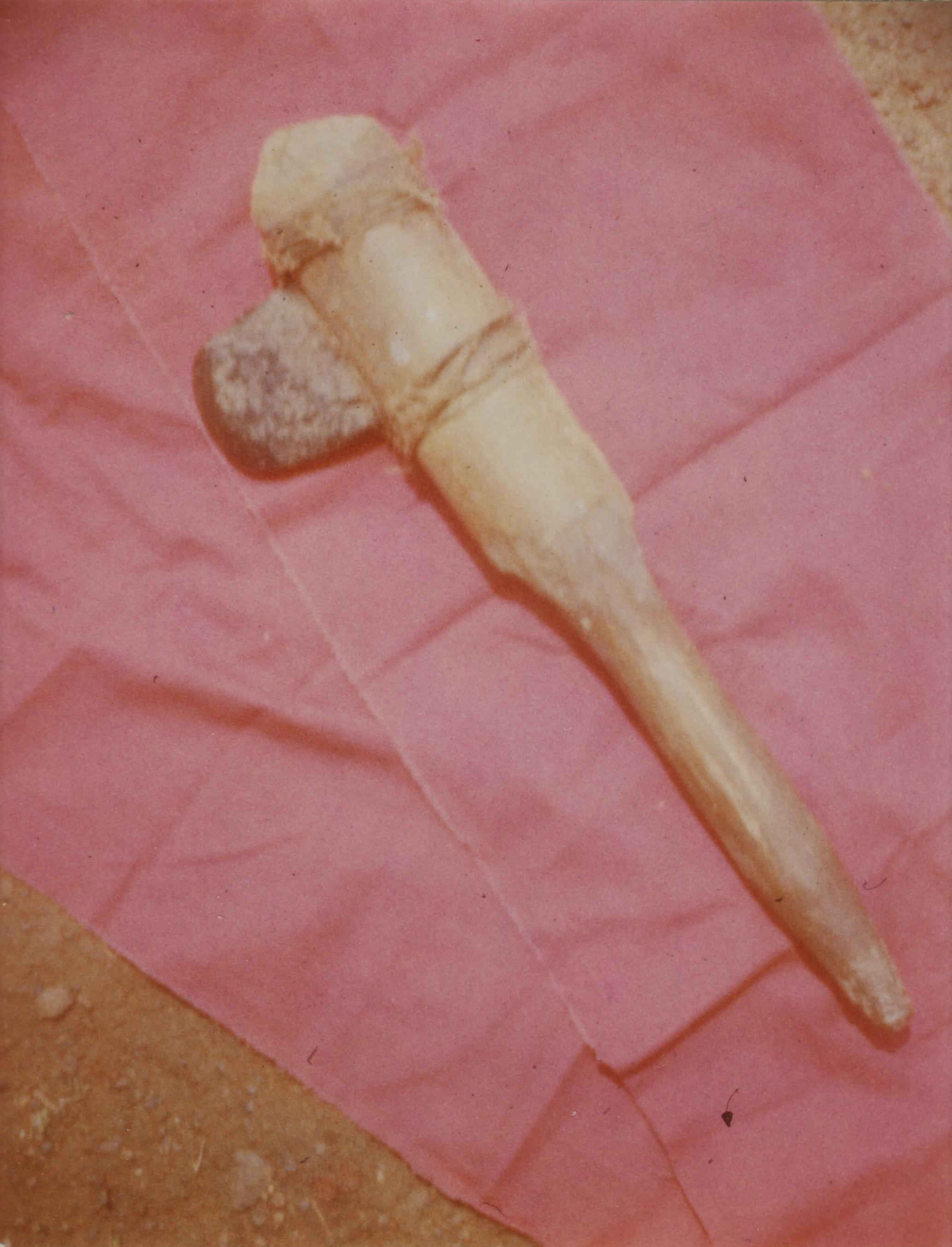
Каменный топор бразильских индейцев акурио[англ.] Фото 1979 года.

## Нецелевое использование
Один из древних античных способов гадания, изобретение которого приписывают персидскому магу Остану, осуществлялся при помощи топора. Этот способ гадания называется аксиномантия.